# 佐賀郡
- 令制国一覧 > 西海道 > 肥前国 > 佐賀郡
- 日本 > 九州地方 > 佐賀県 > 佐賀郡

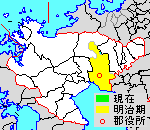
佐賀県佐賀郡の位置（水色：後に他郡から編入した区域）

佐賀郡（さがぐん）は、佐賀県（肥前国）にあった郡。
明治初期に成立した佐賀市および佐賀県の名は当郡に由来する。

## 郡域
1878年（明治11年）に行政区画として発足した当時の郡域は、佐賀市の大部分（下記の地域を除く）にあたる。
- 蓮池町大字蓮池を除く蓮池町各大字
- 大和町大字名尾
- 大和町大字八反原
- 富士町大字梅野・富士町大字松瀬・富士町大字小副川・富士町大字関屋を除く富士町各大字
- 三瀬村各町

## 概要
文献における初出は『肥前国風土記』（奈良時代初期・8世紀前半頃）で、佐嘉郡（さかのこおり）と表記された。一方『日本霊異記』（平安時代初期・9世紀前半頃）では肥前国佐賀郡とあるように、古代から江戸時代まで「佐嘉」「佐賀」両方の表記があった。1870年（明治3年）、佐賀藩の通達で「佐賀」に統一された。

## 名前の由来
伝説上の故事として、『肥前国風土記』は佐嘉郡の名の由緒を以下のように記している。
古代、当郡のある村には楠（クスノキ）の大木が生い茂り、朝日の影は杵島郡蒲川山、夕日の影は養父郡草横山にまで届いたという。当地を巡幸した日本武尊は楠樹の栄え繁る様を見て、「この国は『栄（さか）の国』と呼ぶがよかろう」と述べ、そこから「栄郡（さかのこおり）」と呼ばれるようになり、後に栄の字が佐嘉に転じたとする。また、続けてもう1つの由緒も記している。
また別の者が云うには、当郡の西部に佐嘉川（現在の嘉瀬川）という川があり、年魚（鮎）がおり、北方の山から南方の海へ流れ出ていた。その川上には「荒ぶる神」が居て多くの人々が亡くなっていた。これを鎮めるため、県主の祖の大荒田は占いを問う。土蜘蛛の大山田女・狭山田女という2人の賢女（さかしめ）によれば、下田の村の土で人形や馬形を作り、神を祀れば、鎮まるでしょうと言う。大荒田がその通りにすると氾濫が鎮まったため、賢女らを讃え、「賢女」を国の名にしようと言った。以来、この地は「賢女郡（さかしめのこおり）」となり、後に訛って「佐嘉郡（さかのこおり）」に転じたとする。このほかにも、故事に由来する説がいくつがあるが、いずれも不確かであるという。
一方、近代地名学の観点からは、例えば久米邦武は「佐賀」は「坂（さか）」の義であるとし、郡衙の推定所在地の近くに川上川があり坂があることから、ここからきているのではないかという説を述べている。地名研究者の吉田茂樹は嘉瀬川（古代では佐嘉川）が満潮時に逆流することから、「逆川（さががわ）」が「佐嘉川」となり地名にもなったとのではないかとする。また『古代地名語源辞典』では日本各地の「さか・さが」地名の語源として、傾斜地を指す「坂」説のほか、「さが」と濁るものは砂丘地を指す「洲処（すが）」の転訛説が挙げられている。なお、同書別項「さかと」「さかひと」「さかべ」「さかゐ」のいずれも語頭に「さか」を持つ地名の語源を参照すると、「坂」のほか、潮汐作用などで水が逆流する意の「逆」、国や郡などの境界に近い郷を指す「境」などの「さか」音が派生したものだろうと記されている。

## 古代
『肥前国風土記』では、郷里制の下で佐嘉郡は6郷・19里とあるが、郷や里の名は登場しない。

### 式内社
『延喜式』神名帳に記される郡内の式内社。
| 神名帳           | 神名帳     | 神名帳 | 神名帳 | 比定社       | 比定社                 | 比定社     | 集成 |
| 社名             | 読み       | 格     | 付記   | 社名         | 所在地                 | 備考       | 集成 |
| ---------------- | ---------- | ------ | ------ | ------------ | ---------------------- | ---------- | ---- |
| 佐嘉郡 1座（小） |            |        |        |              |                        |            |      |
| 与止日女神社     | ヨトヒメノ | 小     |        | 與止日女神社 | 佐賀県佐賀市大和町川上 | 肥前国一宮 |      |
| 凡例を表示       |            |        |        |              |                        |            |      |

## 平安時代

### 郷
『和名抄』では風土記と同じ6郷とし郷名も記している。
- 城崎郷（木佐岐） - 遺称地として佐賀市大和町尼寺の国分地区に城崎という地名があり、この付近と推定される[8]。
- 巨勢郷 - 佐賀市巨勢町付近と推定[8]。
- 山田郷（也万多） - 佐賀市大和町東山田、大和町川上の西山田の付近と推定[8]。
- 小津郷（乎ツ・乎都） - 『川上神社文書』では小津郷の地名に与賀里とあり、現在の佐賀市与賀町付近と推定[8]。
- 深溝郷（布加旡曽・布加無曽） - 佐賀郡の七条から九条との記載があり、他の郷との位置関係も考慮すると、佐賀市兵庫町から高木瀬町付近と推定[8]。
- 防所郷 - 遺称地がなく（上峰町坊所付近にあった郷が誤記されたとする説もある）、諸資料に他の郷名が無い。他の郷が比定されていない佐賀市鍋島町付近ではないかとの推定もある[8]。

## 中世
郡内では、北部に高木氏、南部に龍造寺氏、於保氏、窪田氏などがいる。与賀荘は、太宰少弐武藤資頼が惣地頭領を与えれていた。同郡の御家人は、元寇の頃から室町時代まで長らく武藤少弐氏に従って戦っている。
戦国時代には、鎌倉時代以来の少弐氏、千葉氏、室町幕府から派遣された今川氏といった伝統的領主層が相次いで没落し、これらに振り回されて国人領主層も疲弊する中、佐賀郡を根拠とする龍造寺氏が台頭し、国人領主から戦国大名に発展する。それを支えたのが、佐賀郡の在地領主である鍋島氏、石井氏、太田氏、鹿江氏、南里氏らで、肥沃な穀倉地帯に加え、有明海の水産資源にも恵まれて、この地が、龍造寺氏の勢力基盤となるとともに、鍋島氏や石井氏らは、龍造寺氏譜代の家臣団を構成した。
戦国時代に、少弐氏は龍造寺隆信に滅ぼされる。隆信が沖田畷の戦いが戦死した後は、鍋島氏が家督を継承して佐賀藩になる。

## 近世
江戸時代に全域が佐賀藩領になり、直轄地が多い。中心部にある佐賀城は龍造寺氏の宗家の城で、平安末期以来の拠点で村中城と呼ばれる。慶長期に、鍋島氏が佐賀城を改修・拡張している。

### 近代以降の沿革
- 「旧高旧領取調帳」に記載されている明治初年時点での支配は以下の通り。（23町73村）

| 知行 | 知行           | 村数      | 村名 |
| ---- | -------------- | --------- | --- |
| 藩領 | 肥前佐賀藩     | 23町 67村 | 光法村、為重村、南里村、大堂村、新郷村、木原村、徳富村、山領村、寺井津、諸富村、材木町、唐人町、呉服町、白山町、東魚町、中町、高木町、紺屋町、柳町、牛島町、寺町、長瀬町、道祖元町、六座町、西魚町、八戸町、伊勢屋町、伊勢屋本町、本庄町、岸川町、天祐寺町、下今宿町、点合町、修理田村、牛島村、瓦町村、若宮村、淵村、藤木村、神野村、東高木村、高木村、長瀬村、尼寺村、下和泉村、上和泉村、川久保村、薬師丸村、千布村、金立村、久池井村、梅野村、小副川村、松瀬村、関屋村、福富村、小々森村、犬井道村、早津江村、大詫間村、西古賀村、早津江津、鹿江村、下古賀村、田中村、飯盛村、高太郎村、相応津、末次村、鹿子村、厘外村、本庄村、厘外津、八戸村、中原村、十五村、荻野村、多布施村、八戸溝村、森田村、蠣久村、鍋島村、大財村、袋村、久保田村、新田村、久富村、徳万村、江上村、高尾村 |
| 藩領 | 肥前蓮池藩     | 2村       | 東西村、蓮池村 |
| 藩領 | 肥前小城藩     | 1村       | 東山田村 |
| 藩領 | 佐賀藩、小城藩 | 3村       | 池上村、久留間村、川上村 |

- 明治4年
  - 7月14日（1871年8月29日） - 廃藩置県により、藩領が佐賀県（第1次）、蓮池県、小城県の管轄となる。
  - 11月14日（1871年12月25日） - 第1次府県統合により伊万里県の管轄となる。
- 明治5年5月29日（1872年7月4日） - 佐賀県（第2次）の管轄となる。
- 明治初年 - 天祐寺町が六座町に合併。
- 明治9年（1876年）
  - 4月18日 - 第2次府県統合により三潴県の管轄となる。
  - 8月21日 - 長崎県の管轄となる。
- 明治11年（1878年）10月28日 - 郡区町村編制法の長崎県での施行により、行政区画としての佐賀郡が発足。郡役所が佐賀に設置。
- 明治14年（1881年） - 佐賀城下の武家地より水ヶ江町・東田代町・松原町・与賀町・赤松町・西田代町が起立。（39町73村）
- 明治16年（1883年）5月9日 - 佐賀県（第3次）の管轄となる。

### 町村制以降の沿革
- 明治22年（1889年）4月1日

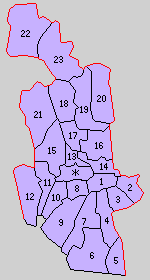
1.北川副村 2.東川副村 3.新北村 4.中川副村 5.大詫間村 6.南川副村 7.西川副村 8.本庄村 9.東与賀村 10.西与賀村 11.嘉瀬村 12.久保田村 13.神野村 14.古瀬村 15.鍋島村 16.兵庫村 17.高木瀬村 18.春日村 19.金立村 20.久保泉村 21.川上村 22.小関村 23.松梅村（紫：佐賀市 ＊：発足時の佐賀市）

  - 市制の施行により、水ヶ江町・東田代町・松原町・与賀町・赤松町・西田代町・柳町・紺屋町・材木町・蓮池町[記 14]・下今宿町・牛島町・高木町・上芦町[記 15]・中町・呉服町・東魚町・白山町・元町[記 16]・寺町・唐人町・米屋町[記 17]・多布施町[記 17]・伊勢屋町・岸川町・長瀬町・六座町・点合町・伊勢屋本町・西魚町・道祖元町・本庄町・八戸町・厘外津および木原村の一部（安住[記 18]）・多布施村の一部（四本谷[記 19]）・本庄村の一部（西精・鬼丸・中ノ館・新地・四本谷[記 19]）・袋村の一部（大崎[記 18]）・牛島村の一部（寺小路・木塚名・矢矧町・田代・天神名・江湖端[記 20]）の区域をもって佐賀市が発足し、郡より離脱。
  - 町村制の施行により、以下の各村が発足。●は佐賀市に編入された区域を除く。全域が現・佐賀市。（23村）
    - 北川副村 ← 江上村、●木原村、光法村、新郷村
    - 東川副村 ← 徳富村、大堂村、諸富村
    - 新北村 ← 寺井津、山領村、為重村
    - 中川副村 ← 早津江村、早津江津、福富村
    - 大詫間村（単独村制）
    - 南川副村 ← 犬井道村、鹿江村
    - 西川副村 ← 南里村、西古賀村、小々森村
    - 本庄村 ← ●本庄村、鹿子村［一本杉を除く］、●袋村、末次村、厘外村［正里］
    - 東与賀村 ← 下古賀村、飯盛村、田中村
    - 西与賀村 ← 高太郎村、厘外村［正里を除く］、相応津、鹿子村［一本杉］
    - 嘉瀬村 ← 荻野村、中原村、十五村、八戸村［一部］
    - 久保田村 ← 久保田村、徳万村、新田村、久富村
    - 神野村 ← 神野村、●多布施村、大財村
    - 古瀬村 ← 高尾村、修理田村、東西村、●牛島村
    - 鍋島村 ← 八戸溝村、森田村、鍋島村、蠣久村、八戸村［大部分］
    - 兵庫村 ← 淵村、藤木村、瓦町村、若宮村、東高木村［西淵］
    - 高木瀬村 ← 高木村、東高木村［西淵を除く］、長瀬村
    - 春日村 ← 尼寺村、久池井村
    - 金立村 ← 金立村、薬師丸村、千布村
    - 久保泉村 ← 上和泉村、下和泉村、川久保村
    - 川上村 ← 東山田村、川上村、池上村、久留間村
    - 小関村 ← 小副川村、関屋村
    - 松梅村 ← 松瀬村、梅野村、神埼郡鹿路山［名尾］
    - 蓮池村が神埼郡蓮池村の一部となる。
- 明治30年（1897年）6月1日 - 郡制を施行。
- 明治32年（1899年）6月6日 - 古瀬村が改称して巨勢村となる。
- 大正11年（1922年）10月1日 - 神野村が佐賀市に編入。（22村）
- 大正12年（1923年）4月1日 - 郡会が廃止。郡役所は存続。
- 大正15年（1926年）7月1日 - 郡役所が廃止。以降は地域区分名称となる。
- 昭和28年（1953年）4月1日 - 南川副村が町制施行して南川副町となる。（1町21村）
- 昭和29年（1954年）
  - 3月31日 - 兵庫村・巨勢村・西与賀村・嘉瀬村・高木瀬村が佐賀市に編入。（1町16村）
  - 10月1日 - 北川副村・本庄村・鍋島村・金立村・久保泉村が佐賀市に編入。（1町11村）
- 昭和30年（1955年）
  - 3月1日 - 東川副村・新北村が合併して諸富町が発足。（2町9村）
  - 4月1日 - 中川副村・大詫間村・南川副町が合併して川副町が発足。（2町7村）
  - 4月16日 - 春日村・川上村・松梅村が合併して大和村が発足。（2町5村）
- 昭和31年（1956年）9月30日（2町4村）
  - 西川副村が川副町に編入。
  - 小関村が小城郡南山村・北山村と合併して富士村が発足
- 昭和33年（1958年）6月1日 -  富士村の一部（八反原）が大和村に編入。
- 昭和34年（1959年）1月1日 - 大和村が町制施行して大和町となる。（3町3村）
- 昭和41年（1966年）10月1日（5町1村）
  - 東与賀村が町制施行して東与賀町となる
  - 富士村が町制施行して富士町となる
- 昭和42年（1967年）4月1日 - 久保田村が町制施行して久保田町となる。（6町）
- 平成17年（2005年）10月1日 - 諸富町・大和町・富士町が佐賀市・神埼郡三瀬村と合併し、改めて佐賀市が発足、郡より離脱。（3町）
- 平成19年（2007年）10月1日 - 川副町・東与賀町・久保田町が佐賀市に編入。同日佐賀郡消滅。

### 変遷表
| 明治22年以前 | 明治22年4月1日 | 明治22年 - 昭和19年          | 昭和20年 - 昭和34年          | 昭和20年 - 昭和34年          | 昭和35年 - 昭和64年  | 平成元年 - 現在              | 現在   |
| ------------ | -------------- | ---------------------------- | ---------------------------- | ---------------------------- | -------------------- | ---------------------------- | ------ |
|              | 佐賀市         | 佐賀市                       | 佐賀市                       | 佐賀市                       | 佐賀市               | 平成17年10月1日 佐賀市       | 佐賀市 |
|              | 神野村         | 大正11年10月1日 佐賀市に編入 | 佐賀市                       | 佐賀市                       | 佐賀市               | 平成17年10月1日 佐賀市       | 佐賀市 |
|              | 西与賀村       | 西与賀村                     | 昭和29年3月31日 佐賀市に編入 | 昭和29年3月31日 佐賀市に編入 | 佐賀市               | 平成17年10月1日 佐賀市       | 佐賀市 |
|              | 嘉瀬村         | 嘉瀬村                       | 昭和29年3月31日 佐賀市に編入 | 昭和29年3月31日 佐賀市に編入 | 佐賀市               | 平成17年10月1日 佐賀市       | 佐賀市 |
|              | 古瀬村         | 明治32年6月6日 改称 巨勢村   | 昭和29年3月31日 佐賀市に編入 | 昭和29年3月31日 佐賀市に編入 | 佐賀市               | 平成17年10月1日 佐賀市       | 佐賀市 |
|              | 兵庫村         | 兵庫村                       | 昭和29年3月31日 佐賀市に編入 | 昭和29年3月31日 佐賀市に編入 | 佐賀市               | 平成17年10月1日 佐賀市       | 佐賀市 |
|              | 高木瀬村       | 高木瀬村                     | 昭和29年3月31日 佐賀市に編入 | 昭和29年3月31日 佐賀市に編入 | 佐賀市               | 平成17年10月1日 佐賀市       | 佐賀市 |
|              | 北川副村       | 北川副村                     | 昭和29年10月1日 佐賀市に編入 | 昭和29年10月1日 佐賀市に編入 | 佐賀市               | 平成17年10月1日 佐賀市       | 佐賀市 |
|              | 本庄村         | 本庄村                       | 昭和29年10月1日 佐賀市に編入 | 昭和29年10月1日 佐賀市に編入 | 佐賀市               | 平成17年10月1日 佐賀市       | 佐賀市 |
|              | 鍋島村         | 鍋島村                       | 昭和29年10月1日 佐賀市に編入 | 昭和29年10月1日 佐賀市に編入 | 佐賀市               | 平成17年10月1日 佐賀市       | 佐賀市 |
|              | 金立村         | 金立村                       | 昭和29年10月1日 佐賀市に編入 | 昭和29年10月1日 佐賀市に編入 | 佐賀市               | 平成17年10月1日 佐賀市       | 佐賀市 |
|              | 久保泉村       | 久保泉村                     | 昭和29年10月1日 佐賀市に編入 | 昭和29年10月1日 佐賀市に編入 | 佐賀市               | 平成17年10月1日 佐賀市       | 佐賀市 |
|              | 東川副村       | 東川副村                     | 昭和30年3月1日 諸富町        | 昭和30年3月1日 諸富町        | 諸富町               | 平成17年10月1日 佐賀市       | 佐賀市 |
|              | 新北村         | 新北村                       | 昭和30年3月1日 諸富町        | 昭和30年3月1日 諸富町        | 諸富町               | 平成17年10月1日 佐賀市       | 佐賀市 |
|              | 春日村         | 春日村                       | 昭和30年4月16日 大和村       | 昭和34年1月1日 町制          | 大和町               | 平成17年10月1日 佐賀市       | 佐賀市 |
|              | 川上村         | 川上村                       | 昭和30年4月16日 大和村       | 昭和34年1月1日 町制          | 大和町               | 平成17年10月1日 佐賀市       | 佐賀市 |
|              | 松梅村         | 松梅村                       | 昭和30年4月16日 大和村       | 昭和34年1月1日 町制          | 大和町               | 平成17年10月1日 佐賀市       | 佐賀市 |
|              | 小関村         | 小関村                       | 昭和31年9月30日 富士村       | 昭和31年9月30日 富士村       | 昭和41年10月1日 町制 | 平成17年10月1日 佐賀市       | 佐賀市 |
|              | 小城郡 北山村  | 小城郡 北山村                | 昭和31年9月30日 富士村       | 昭和31年9月30日 富士村       | 昭和41年10月1日 町制 | 平成17年10月1日 佐賀市       | 佐賀市 |
|              | 小城郡 南山村  | 小城郡 南山村                | 昭和31年9月30日 富士村       | 昭和31年9月30日 富士村       | 昭和41年10月1日 町制 | 平成17年10月1日 佐賀市       | 佐賀市 |
|              | 南川副村       | 南川副村                     | 昭和28年4月1日 町制          | 昭和30年4月1日 川副町        | 川副町               | 平成19年10月1日 佐賀市に編入 | 佐賀市 |
|              | 中川副村       | 中川副村                     | 中川副村                     | 昭和30年4月1日 川副町        | 川副町               | 平成19年10月1日 佐賀市に編入 | 佐賀市 |
|              | 大詫間村       | 大詫間村                     | 大詫間村                     | 昭和30年4月1日 川副町        | 川副町               | 平成19年10月1日 佐賀市に編入 | 佐賀市 |
|              | 西川副村       | 西川副村                     | 西川副村                     | 昭和31年9月30日 川副町に編入 | 川副町               | 平成19年10月1日 佐賀市に編入 | 佐賀市 |
|              | 東与賀村       | 東与賀村                     | 東与賀村                     | 東与賀村                     | 昭和41年10月1日 町制 | 平成19年10月1日 佐賀市に編入 | 佐賀市 |
|              | 久保田村       | 久保田村                     | 久保田村                     | 久保田村                     | 昭和42年4月1日 町制  | 平成19年10月1日 佐賀市に編入 | 佐賀市 |

## 行政
長崎県佐賀郡長
| 代 | 氏名       | 就任年月日                 | 退任年月日               | 備考                 |
| -- | ---------- | -------------------------- | ------------------------ | -------------------- |
| ―  |            | 明治11年（1878年）10月28日 |                          |                      |
|    | 中山平四郎 | 明治11年（1878年）         |                          | ※明治12年3月19日死去 |
|    | 武富良橘   | 明治12年（1879年）         | 明治16年（1883年）       |                      |
| ―  |            |                            | 明治16年（1883年）5月8日 | 佐賀県に移管         |

佐賀県佐賀郡長
| 代 | 氏名       | 就任年月日               | 退任年月日                | 備考                   |
| -- | ---------- | ------------------------ | ------------------------- | ---------------------- |
| ―  |            | 明治16年（1883年）5月9日 |                           |                        |
|    | 家永恭種   | 明治16年（1883年）       | 明治19年（1886年）        |                        |
|    | 武富良橘   | 明治19年（1886年）       | 明治20年（1887年）        |                        |
|    | 武富時敏   | 明治20年（1887年）       | 明治22年（1889年）        |                        |
|    | 横尾純喬   | 明治22年（1889年）       | 明治25年（1892年）1月     |                        |
|    | 六角耕雲   | 明治25年（1892年）1月    | 明治25年（1892年）9月     |                        |
|    | 黒岩知新   | 明治25年（1892年）9月    | 明治26年（1893年）5月     |                        |
|    | 稲田穣     | 明治26年（1893年）5月    | 明治31年（1898年）7月     |                        |
|    | 小林三郎   | 明治31年（1898年）7月    | 明治31年（1898年）12月    |                        |
|    | 兼松煕     | 明治32年（1899年）1月    | 明治32年（1899年）12月    |                        |
|    | 巌谷忠順   | 明治33年（1900年）2月    | 明治34年（1901年）2月     |                        |
|    | 廣永本光   | 明治34年（1901年）2月    | 明治35年（1902年）3月     | 郡長代理               |
|    | 太田祥助   | 明治35年（1902年）3月    | 明治38年（1905年）9月     |                        |
|    | 柳田泉     | 明治38年（1905年）9月    | 明治41年（1908年）4月     |                        |
|    | 原田守造   | 明治41年（1908年）4月    | 明治43年（1910年）4月     |                        |
|    | 上村千次   | 明治43年（1910年）4月    | 大正3年（1914年）11月     |                        |
|    | 佐藤七太郎 | 大正3年（1914年）11月    |                           |                        |
| ―  |            |                          | 大正15年（1926年）6月30日 | 郡役所廃止により、廃官 |

### 注記
1. ↑  肥前の国学者糸山貞幹は江北町佐留志の堤尾山と比定したが、現在の場所は不明。井上通泰は杵島郡東部の山と推定した。
2. ↑  井上通泰の『肥前國風土記新考』では、四阿屋神社祠官三橋真国の話として九千部山に比定する。また糸山貞幹の『肥前旧事』では、みやき町中原の綾部山を草山ともいい、その傍を横山と呼ぶという。
3. ↑  一説では、川の氾濫を指す。
4. ↑  天皇に恭順しない土着の豪傑を意味する蔑称。
5. ↑  佐嘉郡衙は特定されていないが、肥前国府が大和町久池井に所在したことからその付近にあったのではないかという説がある。
6. ↑  嘉瀬川上流の呼称。
7. ↑  記載は新戸村。
8. ↑  記載は諸富津。
9. ↑  西魚町・八丁馬場に分かれて記載。
10. 1 2  記載なし。
11. ↑  記載は神浦村。
12. ↑  記載は相応村。
13. ↑  記載は厘外村（40石余）。
14. ↑  柳町の枝町。本項では町数に数えない。
15. ↑  高木町の枝町。本項では町数に数えない。
16. ↑  呉服町の枝町。本項では町数に数えない。
17. 1 2  中町の枝町。本項では町数に数えない。
18. 1 2  水ヶ江町に編入。
19. 1 2  与賀町に編入。
20. ↑  東田代町に編入。